# Escut d'Andorra
L'escut d'Andorra és el tradicional de fa segles i fou adoptat oficialment com a símbol nacional el 1969. Apareix també al centre de la bandera d'Andorra.

## Descripció
És quarterat, com indica la llei andorrana:
- Al primer quarter, de gules, una mitra d'or perfilada i embellida d'argent per damunt d'un bàcul de bisbe d'or posat en barra (les armes del copríncep episcopal, el bisbe d'Urgell).
- Al segon quarter, d'or, tres pals de gules (les armes del copríncep secular o nobiliari, el comte de Foix).
- Al tercer quarter, d'or, quatre pals de gules (per Catalunya).
- Al quart quarter, d'or, dues vaques passant de gules posades en pal, acornades, encollarades, clarinades i ungulades d'atzur (per Bearn).

L'escut està acompanyat d'una aurèola decorativa on, al peu, figura la divisa VIRTUS VNITA FORTIOR, que traduïda literalment significa 'la virtut unida és més forta' o 'la virtut és més forta en la unió'; en sentit figurat, podria simplificar-se en 'la unió fa la força'.

## Quarters de l'escut
La Llei d'utilització dels símbols de l'Estat d'Andorra diu així en el seu annex:
| « | L'escut del Principat d'Andorra tradicionalment ha estat format per quatre cases, dues corresponents a cadascun dels dos Coprínceps. Les quatre cases tradicionals són: a) la del Bisbat, representada per una mitra i un bàcul daurats sobre fons vermell; b) la de Catalunya c) la de Foix; d) la de Bearn. | » |
| — Punt 1 de 'Annex de la Llei sobre la utilització dels signes d'estat, de 20-6-9 del Butlletí Oficial del Principat d'Andorra, https://www.bopa.ad/bopa/008048/Pagines/6D12.aspx | |   |

Segons la normativa oficial, l'escut d'Andorra es compon dels següents quarters:
1. Primer quarter: armes del Bisbat d'Urgell.
2. Segon quarter: armes del Comtat de Foix.
3. Tercer quarter: armes de Catalunya.
4. Quart quarter: armes del Vescomtat de Bearn.

## Història
L'escut andorrà fa referència a la història i la situació del país. Els dos quarters superiors són les armories dels dos coprínceps originals, i els inferiors representen els casals de Barcelona i de Bearn, els dos veïns més poderosos als quals rendien vassallatge els coprínceps.

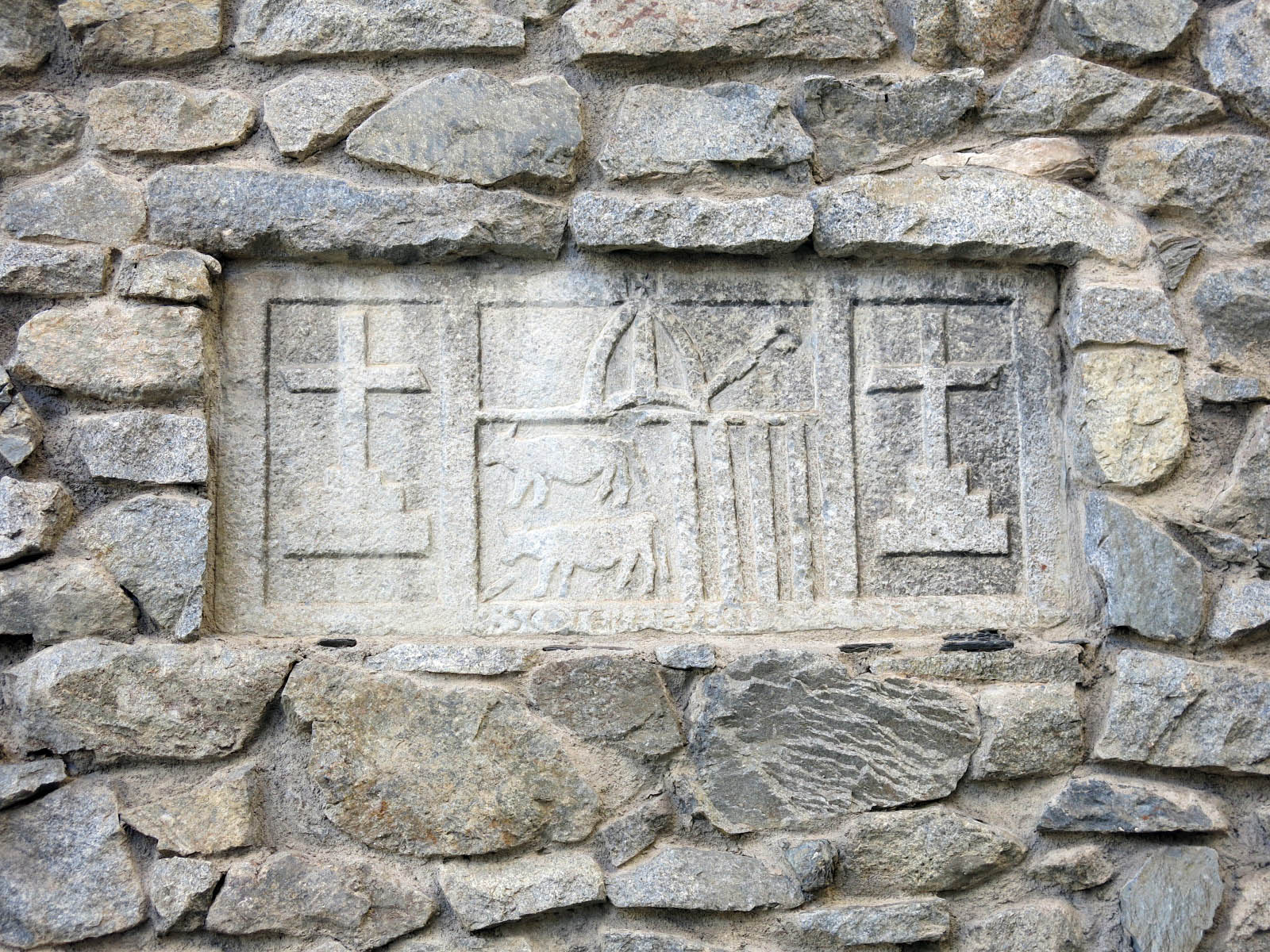
Escut antic d'Andorra, esculpit a la Casa de la Vall
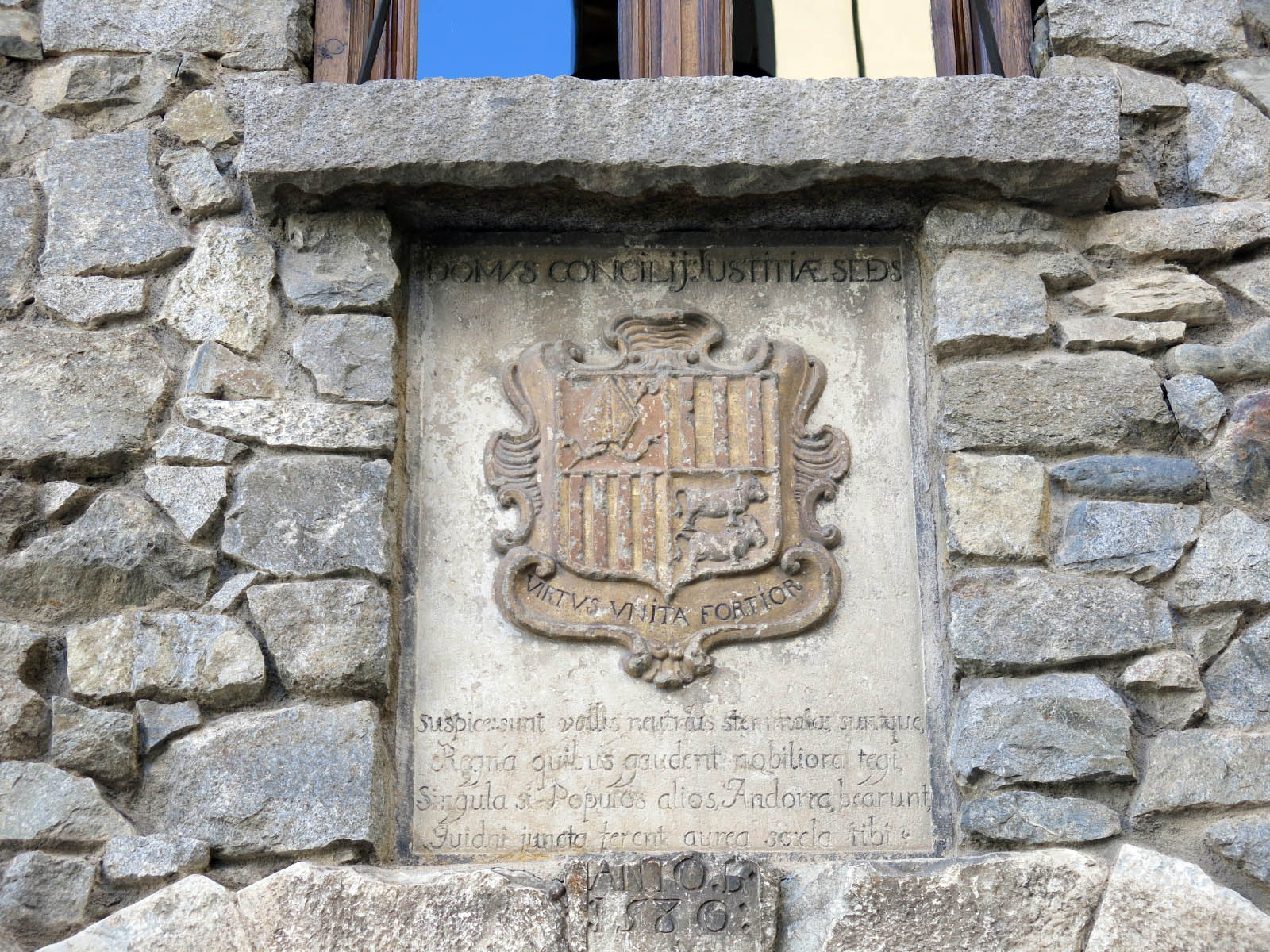
Escut actual d'Andorra, dalt l'entrada de la Casa de la Vall

## Evolució

Segles XIII-XVI
1580-? Casa de la Vall
Escut del Copríncep Episcopal ca.1800-1959
Escut del Copríncep Laic ca.1870-1959
ca.1800-1959
1931-1959 Versió de la bandera
1959-1969

## Altres escuts

Escut de les altes autoritats: Coprínceps, Síndic General i Cap de Govern